# Kromer (herb szlachecki)
Kromer (Cromer) – polski herb szlachecki.

## Opis herbu
Zachowały się przekazy o trzech wariantach tego herbu:
Kromer: W polu czerwonym pół orła srebrnego z wieńcem laurowym na szyi.
Kromer I: Na tarczy dzielonej w pas, w polu górnym, czerwonym, pół orła srebrnego z wieńcem laurowym na szyi; w polu dolnym, czerwonym, tarcza srebrna z pasem czerwonym. Klejnot: Pół orła dwugłowego, czarnego, o orężu złotym.
Kromer II, Kromer b: Na tarczy dzielonej w pas, w polu górnym, czerwonym, pół orła srebrnego z wieńcem laurowym na szyi; w polu dolnym, czerwonym, pas srebrny. Klejnot: Dwie głowy orle, czarne, zwrócone tyłem do siebie, o orężu złotym.

## Najwcześniejsze wzmianki
Według Józefa Szymańskiego, pierwszy z wymienionych herbów został nadany 14 marca 1552 Marcinowi, Bartłomiejowi i Mikołajowi Kromerom. Juliusz Karol Ostrowski przytacza herby Kromer I i Kromer II, z których pierwszy miał być nadany podwójną polsko-austriacką nobilitacją (orzeł polski w górnym polu, z austriackim pasem w dolnym polu), zaś drugi miał być wariantem pierwszego z herbarza Siebmachera

## Herbowni
Cromer, Kromer.